# Tierschutzerziehung
Tierschutzerziehung bezieht sich auf Bildungs- und Aufklärungsmaßnahmen, die darauf abzielen, das Bewusstsein für den Tierschutz zu fördern und ein verantwortungsvolles Verhalten im Umgang mit Tieren zu vermitteln. Dies kann in verschiedenen Kontexten geschehen, wie zum Beispiel in Schulen, Tierheimen oder durch gemeinnützige Organisationen.

## Ziele der Tierschutzerziehung
Ziele der Tierschutzerziehung sind unter anderem:
- Wissen über Tiere: Verständnis für die Bedürfnisse und das Verhalten von Tieren zu entwickeln.

- Empathie fördern: Sensibilisierung für das Wohlbefinden von Tieren und die Fähigkeit, sich in deren Lage zu versetzen.

- Verantwortung übernehmen: Menschen dazu ermutigen, Verantwortung für Haustiere und andere Tiere zu übernehmen.

- Tierschutzgesetze: Aufklärung über rechtliche Rahmenbedingungen und den Schutz von Tieren.

Durch Workshops, Vorträge, praktische Übungen oder Projekte wird versucht, eine positive Einstellung gegenüber Tieren zu fördern und das Bewusstsein für die Bedeutung des Tierschutzes in der Gesellschaft zu stärken.